# رئیس حزب لیبرال دموکرات (ژاپن)
رئیس حزب لیبرال دموکرات (به ژاپنی: 自由民主党総裁، Jiyū-Minshutō Sōsai)، بالاترین مقام در حزب لیبرال دموکرات (ژاپن) است. دارنده فعلی این سمت شیگرو ایشیبا است که در ۲۷ سپتامبر ۲۰۲۴ پس از پیروزی در انتخابات ریاست حزب لیبرال دموکرات ژاپن در سال ۲۰۲۴ به این سمت انتخاب شد.